# Адриан (футболист)
Адриа́н Сан-Миге́ль дель Касти́льо (исп. Adrián San Miguel del Castillo; род. 3 января 1987), более известный как Адриа́н (исп. Adrián) — испанский футболист, вратарь клуба «Реал Бетис».

## Клубная карьера

### «Бетис»
Уроженец Севильи, Андалусия, Адриан в детстве выступал на позициях нападающего и левого крайнего полузащитника, но в возрасте 10 лет начал играть на позиции вратаря. Выступал в академии клуба «Реал Бетис», включая третий и второй составы клуба.
В 2008 году был арендован клубом «Алькала», за который провёл 5 матчей, а в следующем году выступал на правах аренды за клуб «Утрера».
В сезоне 2011/12 был включён в основной состав «Бетиса», но в ноябре 2011 года получил тяжёлую травму крестообразных связок колена, из-за чего пропустил полгода.
29 сентября 2012 года Адриан дебютировал в Ла Лиге в матче против «Малаги», выйдя на замену Салвадору Агре, после того как вратарь «Бетиса» Касто был удалён на 10-й минуте. Находящийся в меньшинстве «Реал Бетис» пропустил четыре безответных мяча. В дальнейшем пробился в основной состав клуба. 24 ноября того же года был признан лучшим игроком матча против «Реала». Всего в сезоне 2012/13 Адриан сыграл за «Бетис» в чемпионате 32 матча, в 11 из них сохранив свои ворота «сухими», а «Реал Бетис» завершил сезон на 7-м месте в Ла Лиге и квалифицировался в Лигу Европы.

### «Вест Хэм Юнайтед»
5 июня 2013 года Адриан перешёл в английский клуб «Вест Хэм Юнайтед» в качестве свободного агента, подписав с клубом трёхлетний контракт с опцией его продления ещё на два года.
Официальный дебют Адриана за «молотобойцев» состоялся 27 августа 2013 года в игре Кубка Футбольной лиги против «Челтнем Таун». В этой игре Адриан нарушил правила против игрока соперника, после чего главный судья назначил пенальти, который реализовал игрок «Челтнема». Матч завершился победой «Вест Хэма» со счётом 2:1. 21 декабря 2013 года Адриан дебютировал за «Вест Хэм» в Премьер-лиге в игре против «Манчестер Юнайтед», в котором «молотобойцы» под руководством Сэма Эллардайса проиграли «красным дьяволам» Дэвида Мойеса со счётом 3:1.
11 января 2014 года Адриан провёл свой первый «сухой матч» в Премьер-лиге в игре против «Кардифф Сити». 6 мая 2014 года испанский вратарь удостоился клубной награды «сейв сезона» за отражение удара Оскара в игре против «Челси» в январе. Он получил награду «Лучшее индивидуальное выступление сезона» за свою игру в том же матче, в котором он сохранил свои ворота «сухими», а также был признан «Лучшей покупкой сезона». Во второй половине сезона 2013/14 Адриан стал основным вратарём «Вест Хэм Юнайтед», вытеснив из состава Юсси Яаскеляйнена.
13 января 2015 года переигровка третьего раунда Кубка Англии против «Эвертона» завершилась вничью 2:2. В серии послематчевых пенальти Адриан взял удар Стивена Нейсмита с одиннадцатиметровой отметки, а затем забил победный гол в ворота Хоэля Роблеса, после того как Роблес попал в перекладину. До этой игры Адриан никогда не исполнял пенальти в официальных матчах, но был уверен, что забьёт, поэтому перед тем как подойти к одиннадцатиметровой отметке, он снял вратарские перчатки. «Вест Хэм» одержал победу в серии пенальти со счётом 9:8 (последние удары наносили вратари команд).
11 февраля 2015 года Адриан получил прямую красную карточку в матче против «Саутгемптона» за игру рукой за пределами своей штрафной площади. После матча Футбольная ассоциация отменила решение о его дальнейшей дисквалификации, так как его нарушение правил не было фолом последней надежды, однако «Вест Хэму» были предъявлены обвинения за агрессивную реакцию футболистов на это удаление Адриана. Впоследствии клуб был оштрафован на 30 тысяч фунтов. Всего в сезоне 2014/15 Адриан провёл за клуб все 38 матчей в Премьер-лиге и все 4 матча в Кубке Англии.
15 августа 2015 года Адриан был удалён в концовке игры с «Лестер Сити» за фол на Джейми Варди после розыгрыша углового удара. Так как «Вест Хэм» произвёл к тому моменту все три замены, место в воротах команды занял Карл Дженкинсон. В октябре 2015 года Адриан подписал с клубом новый двухлетний контракт с опцией возможного продления ещё на два года.

### «Ливерпуль»
5 августа 2019 года перешёл в «Ливерпуль». Уже 9 августа дебютировал за «красных», выйдя на поле в матче Премьер-лиги против «Норвич Сити» и заменив получившего травму Алисона. В дебютной игре пропустил гол от нападающего Норвича Теэму Пукки. 14 августа 2019 года, в матче за Суперкубок УЕФА против лондонского «Челси», в серии послематчевых пенальти отбил удар Темми Абрахама и принёс победу «мерсисайдцам».

## Карьера в сборной
В 2013 году Адриан провёл матч за непризнанную ФИФА сборную Андалусии.
26 августа 2016 года главный тренер национальной сборной Испании Хулен Лопетеги включил Адриана в заявку на матчи против Бельгии и Лихтенштейна. В обеих играх ворота испанской команды защищал Давид де Хеа, а Адриан провёл эти матчи на скамейке запасных.

## Достижения
«Ливерпуль»
- Чемпион Англии: 2019/20
- Обладатель Кубка Англии: 2021/22
- Обладатель Суперкубка Англии: 2022
- Обладатель Суперкубка УЕФА: 2019
- Обладатель Кубка Футбольной лиги: 2021/22
- Победитель Клубного чемпионата мира по футболу: 2019

«Реал Бетис»
- Финалист Лиги конференций УЕФА: 2025

Итого: 6 трофеев

## Статистика выступлений
| Клуб             | Сезон            | Лига | Лига | Кубок страны | Кубок страны | Кубок лиги | Кубок лиги | Прочие | Прочие | Итого | Итого |
| Клуб             | Сезон            | Игры | Голы | Игры         | Голы         | Игры       | Голы       | Игры   | Голы   | Игры  | Голы  |
| ---------------- | ---------------- | ---- | ---- | ------------ | ------------ | ---------- | ---------- | ------ | ------ | ----- | ----- |
| Бетис C          | 2006/07          | 13   | 0    | —            | —            | —          | —          | —      | —      | 13    | 0     |
| Бетис C          | 2007/08          | 10   | 0    | —            | —            | —          | —          | —      | —      | 10    | 0     |
| Бетис C          | Итого            | 23   | 0    | —            | —            | —          | —          | —      | —      | 23    | 0     |
| Бетис B          | 2007/08          | 3    | 0    | —            | —            | —          | —          | —      | —      | 3     | 0     |
| Бетис B          | 2008/09          | 14   | 0    | —            | —            | —          | —          | —      | —      | 14    | 0     |
| Бетис B          | 2009/10          | 12   | 0    | —            | —            | —          | —          | —      | —      | 12    | 0     |
| Бетис B          | 2010/11          | 22   | 0    | —            | —            | —          | —          | 2      | 0      | 24    | 0     |
| Бетис B          | 2011/12          | 11   | 0    | —            | —            | —          | —          | —      | —      | 11    | 0     |
| Бетис B          | Итого            | 62   | 0    | —            | —            | —          | —          | 2      | 0      | 64    | 0     |
| Алькала (аренда) | 2007/08          | 5    | 0    | 0            | 0            | —          | —          | —      | —      | 5     | 0     |
| Утрера (аренда)  | 2008/09          | 13   | 0    | 0            | 0            | —          | —          | —      | —      | 13    | 0     |
| Реал Бетис       | 2012/13          | 32   | 0    | 0            | 0            | —          | —          | —      | —      | 32    | 0     |
| Вест Хэм Юнайтед | 2013/14          | 20   | 0    | 1            | 0            | 5          | 0          | —      | —      | 26    | 0     |
| Вест Хэм Юнайтед | 2014/15          | 38   | 0    | 4            | 0            | 0          | 0          | —      | —      | 42    | 0     |
| Вест Хэм Юнайтед | 2015/16          | 32   | 0    | 0            | 0            | 1          | 0          | 3      | 0      | 36    | 0     |
| Вест Хэм Юнайтед | 2016/17          | 16   | 0    | 1            | 0            | 1          | 0          | 1      | 0      | 19    | 0     |
| Вест Хэм Юнайтед | Итого            | 106  | 0    | 6            | 0            | 7          | 0          | 4      | 0      | 123   | 0     |
| Всего за карьеру | Всего за карьеру | 241  | 0    | 6            | 0            | 7          | 0          | 6      | 0      | 261   | 0     |

1. ↑  Матчи в плей-офф Сегунды B.
2. ↑  Матчи в Лиге Европы.

1. ↑  Матчи в Лиге Европы.